# Zeta2 Aquarii
Título a ser usado para criar uma ligação interna é Zeta2 Aquarii.
Zeta2 Aquarii (150 Aquarii) é uma estrela na direção da constelação de Aquarius. Possui uma ascensão reta de 22h 28m 50.10s e uma declinação de −00° 01′ 12.0″. Sua magnitude aparente é igual a 4.42. Sua distância em relação à Terra é de 251 anos-luz. Pertence à classe espectral F3V.